# کانووس
کانووس (به اسپانیایی: Cánoves y Samalús) یک منطقهٔ مسکونی در اسپانیا است که در والس اورینتال واقع شده‌است. کانووس ۲۹٫۲ کیلومتر مربع مساحت دارد.